# Reichenbach (Berglen)
Der Ort Reichenbach ist ein Teil der Großgemeinde Berglen im Rems-Murr-Kreis in Baden-Württemberg.

## Politische und verwaltungsmäßige Zugehörigkeit
- 1360 erste urkundliche Erwähnung in einem Verzeichnis des Bistums Konstanz als Filiale der Pfarrei Buoch.
- vor 1442 Zugehörigkeit zum Hause Württemberg
- 1442 Abtretung des Amtes Winnenden (und damit auch Reichenbach) durch Ulrich den Vielgeliebten an den Edlen Hans von Yberg
- 1524 Eigentümer: Winnender Vogt Paul Wyld später Weiterverkauf an das Haus Württemberg
- 1806 Bestandteil des neu errichteten Königreichs Württemberg und ab 1808 mit Steinach dem Oberamt Waiblingen zugeordnet
- bis 1829 unterstand Reichenbach dem Schultheiß von Steinach
- 1829 Gründung der Gemeinde Reichenbach mit den Teilorten der Geißwand (Reichenbach, Spechtshof und Lehnenberg)
- 1938 im Rahmen der Kreisreform während der NS-Zeit in Württemberg dem Landkreis Waiblingen angegliedert
- 1945 Teil der Amerikanischen Besatzungszone und des Landes Württemberg-Baden
- 1952 Teil des neuen Bundeslandes Baden-Württemberg
- 1972 Gemeindereform: Ortsteil der Großgemeinde Berglen[2]
- 1973 Mit der Gemeinde Berglen dem Rems-Murr-Kreis zugeordnet

Heute hat Reichenbach ungefähr 200 Einwohner.

## Wirtschaftliche Verhältnisse
Die wirtschaftliche Lage in Reichenbach war bis weit in das 19. Jahrhundert katastrophal. Der Name Geißwand kommt daher, dass sich die Einwohner von Reichenbach keine Kühe leisten konnten, sondern nur Ziegen (Geißen). In der Oberamtsbeschreibung von 1850 steht: „Der landwirtschaftliche Betrieb wird als gering bezeichnet… Die Einwohner gehören zu den ärmsten des Bezirks und bauen nicht das eigene Bedürfnis an Getreide. An Gewerben sind nur 8 Leinenweber und 3 Schuhmacher in der Gemeinde Reichenbach.“ Gründe für den schlechten Ertrag waren: die sehr schlechten Anbaubedingungen (Bodenqualität, Geländebeschaffenheit und Kleinklima) und die wegen der Erbteilung sehr kleinen Anbauflächen. Aufgrund dieser Verhältnisse wanderten einige Familien nach Amerika aus. Viele Eltern mussten sich auswärts ihr Brot verdienen, und viele Kinder gingen betteln. In dem Reichenbacher Wappen ist ein Kirschzweig mit 3 Kirschen. Dies kommt daher, dass man in Reichenbach sehr viele Kirschbäume anpflanzte. Aus ihnen wurde das Bergleswasser (ein Schnaps) gebrannt. Man ließ die Bäume sehr hoch wachsen und musste, um die Kirschen ernten zu können auf bis zu 50-sprossige Leitern klettern, die teilweise noch verlängert wurden. Dies führte dann auch zu tödlichen Unfällen. Ab 1876 wurden noch mehr Kirschen angebaut, da nun die leicht verderblichen Kirschen mit der Bahnstrecke Stuttgart-Bad Cannstatt–Nördlingen nach Stuttgart und Bayern transportiert werden konnten. Die Reichenbacher Erdbeeren wurden 1935 zum ersten Mal in kleinen Spankörben auf dem Stuttgarter Markt verkauft. Heute besitzt Reichenbach 22 ha Wald.

## Strom- und Wasserversorgung
Bis 1875 mussten die Reichenbacher von einem Brunnen, der 100 m unterhalb des Ortskerns lag, ihr Wasser holen. Die Wasserleitung, die 1875 gebaut wurde, hatte einen Fehler. Das Wasser kam nicht in die oberen Stockwerke des Schulhauses. 1935 baute man eine neue Wasserleitung. Die Reichenbacher Quelle ist die wasserreichste Quelle von Berglen.
1924 wurde Reichenbach als letzte Gemeinde der Berglen an das Stromnetz angeschlossen.

## Schule
Bis 1700 mussten die Reichenbacher Kinder nach Buoch gehen.
1700 Steinach erhielt eine Schule, in die auch die Reichenbacher Kinder gingen.
Um 1815 der Steinacher Dorfbütteln holte die Kinder zur Schule, damit sie nicht bettelten.
1866 erhielt Reichenbach eine Schule. Da Reichenbach arm war, wurde sie zum größten Teil vom Staat finanziert.
1938 Reichenbach und Steinach werden eine Schulanstalt.
1969 Reichenbach, Steinach und Hößlinswart schließen sich zusammen.
Die Eltern mussten eine Strafe zahlen, wenn sie ihre Kinder nicht zur Schule schickten. Heute wird in Reichenbach nicht mehr unterrichtet. Das Schulhaus wird nun im Erdgeschoss für Veranstaltungen genützt. Im oberen Stockwerk sind heute Wohnungen.

## Feuerwehr
1840 kaufte die Feuerwehr Reichenbach mit noch anderen Orten eine Handfeuerspritze.
1847 wurde diese Spritze vollständiges Eigentum der Gemeinde Reichenbach, da die anderen Orte sich eine eigene Spritze kauften. Diese Spritze war auch auf der Weltausstellung in Paris.
2001 schlossen sich die Freiwilligen Feuerwehren Reichenbach und Steinach zusammen.
2008 erfolgte dann der Zusammenschluss mit anderen Freiwilligen Feuerwehren aus Berglen zur Abteilung Süd.

## Vereine
In Reichenbach gibt es drei Vereine:
- Gemischter Chor Reichenbach: 1918 begannen einige singfreudige, junge Leute ein paar Lieder einzuüben. Aus diesem „losen“ Chor wurde 1922 ein richtiger Verein mit festen Singstunden. Seit 1977 wird alle drei Jahre das Waffelfest veranstaltet.
- Obst- und Gartenbauverein Reichenbach: 1933 wurde der Obst- und Gartenbauverein Reichenbach gegründet. Er veranstaltet mit noch drei andern Obst- und Gartenbauvereinen den jährlichen Blumenschmuckwettbewerb.
- SSV Steinach-Reichenbach: 1957 gründeten Sportfreunde den Verein. 1959 wurde das Vereinsheim eingeweiht. Seit 1960 hat der Verein einen eigenen bespielbaren Fußballplatz. 1980 fand zum ersten Mal die Berglesolympiade statt. Zurzeit wird das neue Vereinsheim im Erlenhof gebaut.